# 于峰
于峰（1984年7月—），辽宁兴城人，满族，中国共产党党员。原中国人民解放军海军四级军士长、第十三届全国人民代表大会解放军和武警部队代表。
2021年退役，转入辽宁省代表团。

## 生平
2018年时，于峰是中国人民解放军海军某部雷达分队长，为四级军士长。曾驻守南沙群岛。当年，于峰被选为解放军和武警部队出席第十三届全国人民代表大会代表。
2021年，于峰退役。他通过三个月的外卖员经历在2022年1月完成《关于改善外卖食品安全助力行业发展的建议》。